# Håret torngyvel
Håret Torngyvel (Calicotome spinosa) er en meget tornet, tætgrenet busk af ærteblomst-familien med gule blomster. Den kan blive op til tre meter høj og udvikler stort set hårløse frøkapsler på op til 30 mm længde.
Håret Torngyvel hører naturligt hjemme i det vestlige Middelhavsområd på makier eller andre solbeskinnede, tørre landskabstyper. Den er også indført til New Zealand.
| Træ | Spire Denne artikel om træer er en spire som bør udbygges. Du er velkommen til at hjælpe Wikipedia ved at udvide den. |